# 默格莱
默格莱（；；），位於埃塞俄比亞北部，為提格雷州的首府，為埃塞俄比亞第二大城市。該城位於阿迪斯阿貝巴以北780公里。根據2007年的統計，默格莱的人口有215,914人。

## 友好城市
- 以色列拉姆拉
- 土耳其巴伊布爾特

## 外部連結
- Ethiopian Treasures - The castle of Emperor Yohannes IV （页面存档备份，存于）
- Cities of Ethiopia: Mekelle by John Graham (Addis Tribune, 12 October 2001)

1. ↑  周定国 (编). . . 北京: 中国对外翻译出版公司. 2008-01. ISBN 978-7-500-10753-8. OCLC 885528603. OL 23943703M. NLC 003756704.（简体中文）
2. ↑  民政部地名研究所 (编). . . 北京: 中国社会出版社: 1769. 2017-05. ISBN 978-7-5087-5525-0. OCLC 1121629943. OL 28272719M. NLC 009152391.（简体中文）